# Accento secondario
In fonetica per accento secondario s'intende l'accento fonico (mai grafico, tranne in caso di trascrizione fonetica di alcuni dizionari ed enciclopedie) situato su una sillaba precedente quella su cui cade l'accento principale. In italiano hanno due o più accenti tutte le parole composte: "accèndisìgari", "àlfabèto", "àutoblìndomitragliatrìce", "buònaséra", "fìdejussióne", "pómodòro", "sàliscéndi", e via discorrendo.
Nella trascrizione AFI, l'accento secondario si indica col simbolo «ˌ» posto prima della sillaba; ad esempio per "autoblindomitragliatrice" la trascrizione AFI sarà: /ˌautoˌblindomitraʎʎaˈtriʧe/.